# 나주 죽림사 세존괘불탱
나주 죽림사 세존괘불탱(羅州 竹林寺 世尊掛佛幀)은 대한민국 전라남도 나주시 남평읍 죽림사에 있는, 조선시대의 괘불 탱화이다. 1998년 6월 29일 대한민국의 보물 제1279호로 지정되었다.

## 개요
석가불을 단독으로 그린 비교적 작은 크기의 괘불이다. 이 그림은 화면 중앙에 큼직하게 연꽃 위에 결가부좌 자세로 앉은 석가의 모습을 그린 그림이다. 등 뒤에는 금빛 광배가 있고 붉은색에 녹색이 섞인 옷에는 꽃무늬가 뚜렷해 밝고 화사한 느낌을 준다. 머리는 감청색의 곱슬이고 얼굴은 원만하며 몸집은 단아하다. 오른손은 마귀를 누르는 듯 무릎을 짚고, 왼손은 엄지와 검지를 맞붙인 항마촉지인의 손모양을 하고 있다.
이 괘불의 석가의 모습이 오른손이 크고 팔이 유난히 가늘고 긴데 이것은 안심사의 영산회괘불탱(국보 제297호)과 곡성도림사의 영산괘불탱(1683년 작, 보물 제1341호)에서도 볼 수 있는 표현으로 조선 중기 괘불의 흐름을 알 수 있게 하는 귀한 작품이다.

## 특징
괘불은 야외에서 불사를 할 때 장엄하게 쓰이는 것으로 보통은 두루마리처럼 말아서 괘불함에 보관했다가 불사가 있을 때마다 꺼내서 쓰게 된다. 이 때문에 대부분의 괘불은 말았다 폈다를 반복하면서 안료가 많이 훼손돼 있는 것을 볼 수 있다. 죽림사 괘불은 광해군 14년(1622)에 제작된 것으로 임진왜란 이후 조선 괘불로서는 가장 빠른 시기에 속한 것으로 알려지고 있다.이 괘불은 일반적인 예와는 달리 독존인 좌상으로 비단 바탕의 채색화로 연화대 위에 가부좌를 한 상이다. 색조는 주로 홍색을 띠고 있으며, 항마인을 결한 여래상이다. 하단에 “천계이 년임술십일월십칠일 죽림사(天啓二年壬戌十一月十七日 竹林寺)”라 기명되었으나 죽림사 부분을 지우고 옆줄을 다시 쓴 것으로 보아 다른 곳에서 옮겨온 것이 아닌가 한다. 괘불은 석가 독존도로 정면에서 볼 때와 올려다 볼 때 차이가 크다. 대개 경배의 대상물로 제작되는 조형물은 경배의 위치에서 보는 것이 올바른 감상법이라고 할 때 죽림사 괘불은 정면에서 볼 때 약간 가분수형이지만 아래서 올려다 볼 때 원만상으로 보인다.

## 보물 지정사유
현존 우리나라 괘불탱으로서는 가장 빠른 시기(1622, 광해군 14)로 알려진만큼 크기와 형식에서 고식을 띠고 있으며, 작가(畵士 首印, 信軒)와 명칭(世尊幀)이 화기(畵記)에 분명히 적히고, 독존 좌불(獨尊 坐佛)형식에 원만, 단아한 특징을 보여주고 있다.

## 참고 문헌
- 나주 죽림사 세존괘불탱 - 국가유산청 국가유산포털
- 이 문서에는 다음커뮤니케이션(현 카카오)에서 GFDL 또는 CC-SA 라이선스로 배포한 글로벌 세계대백과사전의 내용을 기초로 작성된 글이 포함되어 있습니다.